# Cushat Law
Cushat Law är ett berg i Storbritannien.   Det ligger i grevskapet och kommunen Northumberland i riksdelen England, i den centrala delen av landet, 400 km norr om huvudstaden London. Toppen på Cushat Law är 559 meter över havet, eller 64 meter över den omgivande terrängen. Bredden vid basen är 2,4 km. Cushat Law ingår i The Cheviot Hills.
Terrängen runt Cushat Law är huvudsakligen lite kuperad.Runt Cushat Law är det ganska glesbefolkat, med 29 invånare per kvadratkilometer. Närmaste större samhälle är Rothbury, 15,4 km sydost om Cushat Law. Trakten runt Cushat Law består i huvudsak av gräsmarker.